# Linguadoca-Rossiglione
La Linguadoca-Rossiglione (in francese Languedoc-Roussillon, in occitano Lengadòc-Rosselhon, in catalano Llenguadoc-Rossellò) era una regione amministrativa francese. 
Dal 1º gennaio 2016 è stata unita al Midi-Pirenei per formare la nuova regione Occitania.

## Geografia fisica

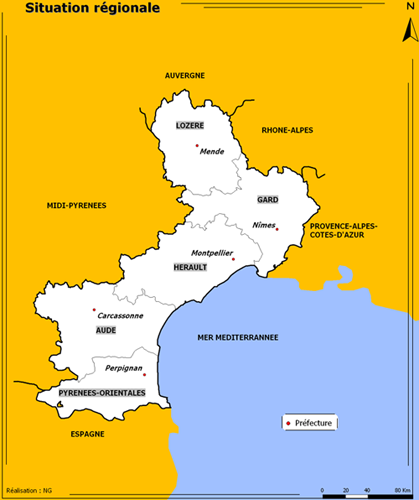
Cartina dei dipartimenti della Linguadoca-Rossiglione

Le città principali della regione, oltre a Montpellier (Montpelhièr in occitano), sono Nîmes (Nimas in occitano) e Perpignano (Perpinyà in catalano). Nîmes e il suo dipartimento (Gard) vengono, a giusto titolo, considerati parte integrante della Provenza storica mentre Perpignano e il Rossiglione costituiscono l'ultima propaggine settentrionale del mondo catalano. Famosa è anche Carcassonne, città medievale la cui università è stata istituita nel XV secolo.
Il territorio della regione confina con Andorra a sud-ovest, la Spagna (regione Catalogna) a sud e il mar Mediterraneo (Golfo del Leone) a sud-est e con le seguenti regioni francesi: Provenza-Alpi-Costa Azzurra a est, Rodano-Alpi a nord-est, Alvernia a nord e Midi-Pirenei a ovest.
La Linguadoca-Rossiglione è delimitata da diversi elementi geografici: i Pirenei, la soglia del Lauragais, la catena delle Cévennes e il fiume Rodano.
I suoi cinque dipartimenti derivano dalle province del periodo dell'Ancien régime di Linguadoca e Rossiglione. Era composta da 5 dipartimenti: Aude (11), Gard (30), Hérault (34), Lozère (48) e Pirenei Orientali (66, Pyrénées-Orientales). Sono inclusi nella regione 14 arrondissement, 186 cantoni e 1.545 comuni.
La lingua ufficiale è il francese, ma si parlano anche l'occitano e il catalano.

## Dipartimenti
| #  | Nome              | Capoluogo   | Superficie (km²) | Popolazione | Densità | Popolazione capoluogo |
| -- | ----------------- | ----------- | ---------------- | ----------- | ------- | --------------------- |
| 11 | Aude              | Carcassonne | 6 139            | 353 024     | 58      | 47 634                |
| 30 | Gard              | Nîmes       | 5 853            | 700 929     | 120     | 140 267               |
| 34 | Hérault           | Montpellier | 6 101            | 1 031 212   | 169     | 252 998               |
| 48 | Lozère            | Mende       | 5 167            | 77 193      | 15      | 12 190                |
| 66 | Pirenei Orientali | Perpignano  | 4 116            | 445 737     | 108     | 116 676               |